# Georges Chedanne

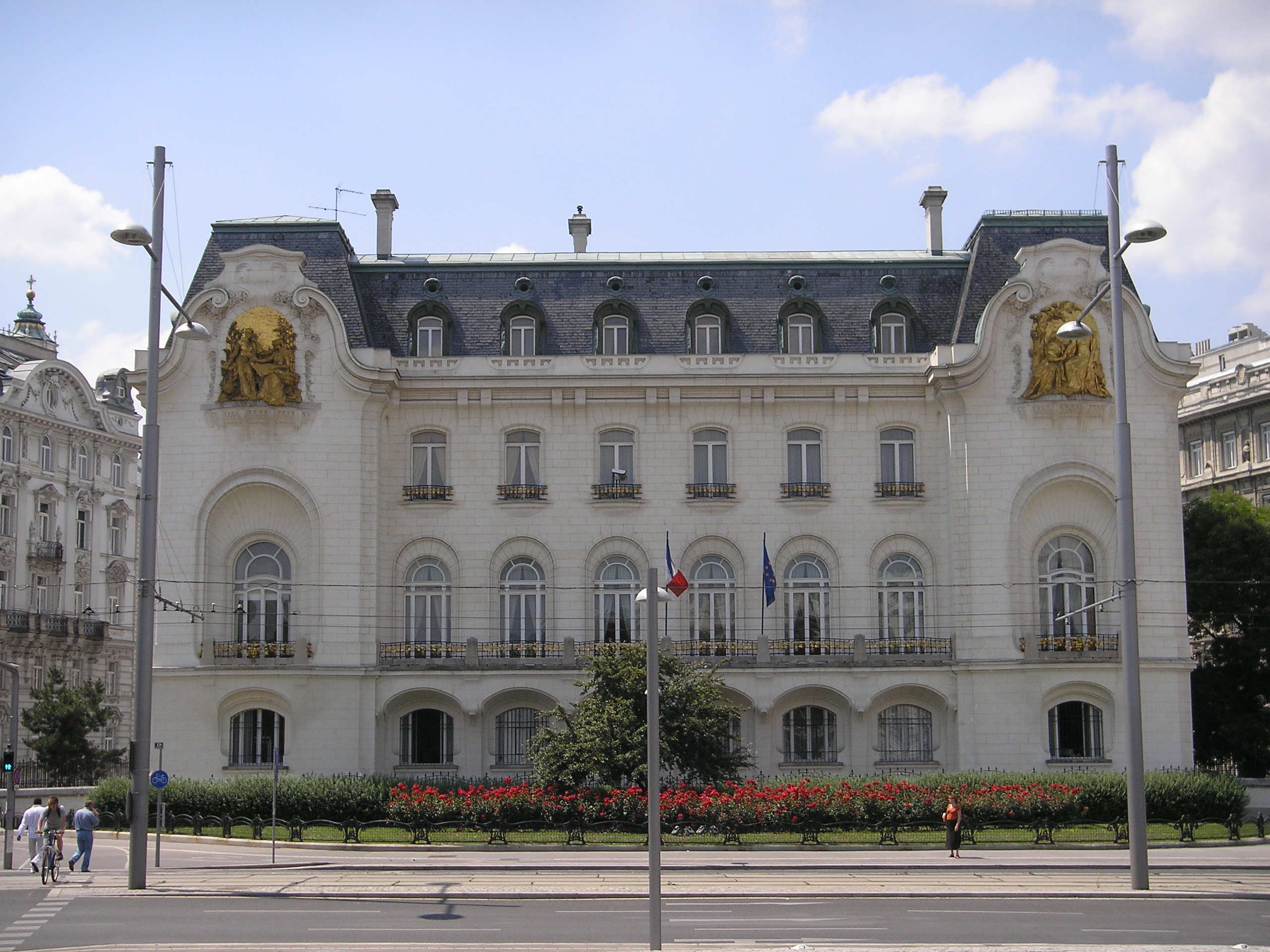
Ambassade de France en Autriche.

Georges Paul Chedanne, né le 23 septembre 1861 à Maromme et mort le 30 décembre 1940 à Paris, est un architecte français.

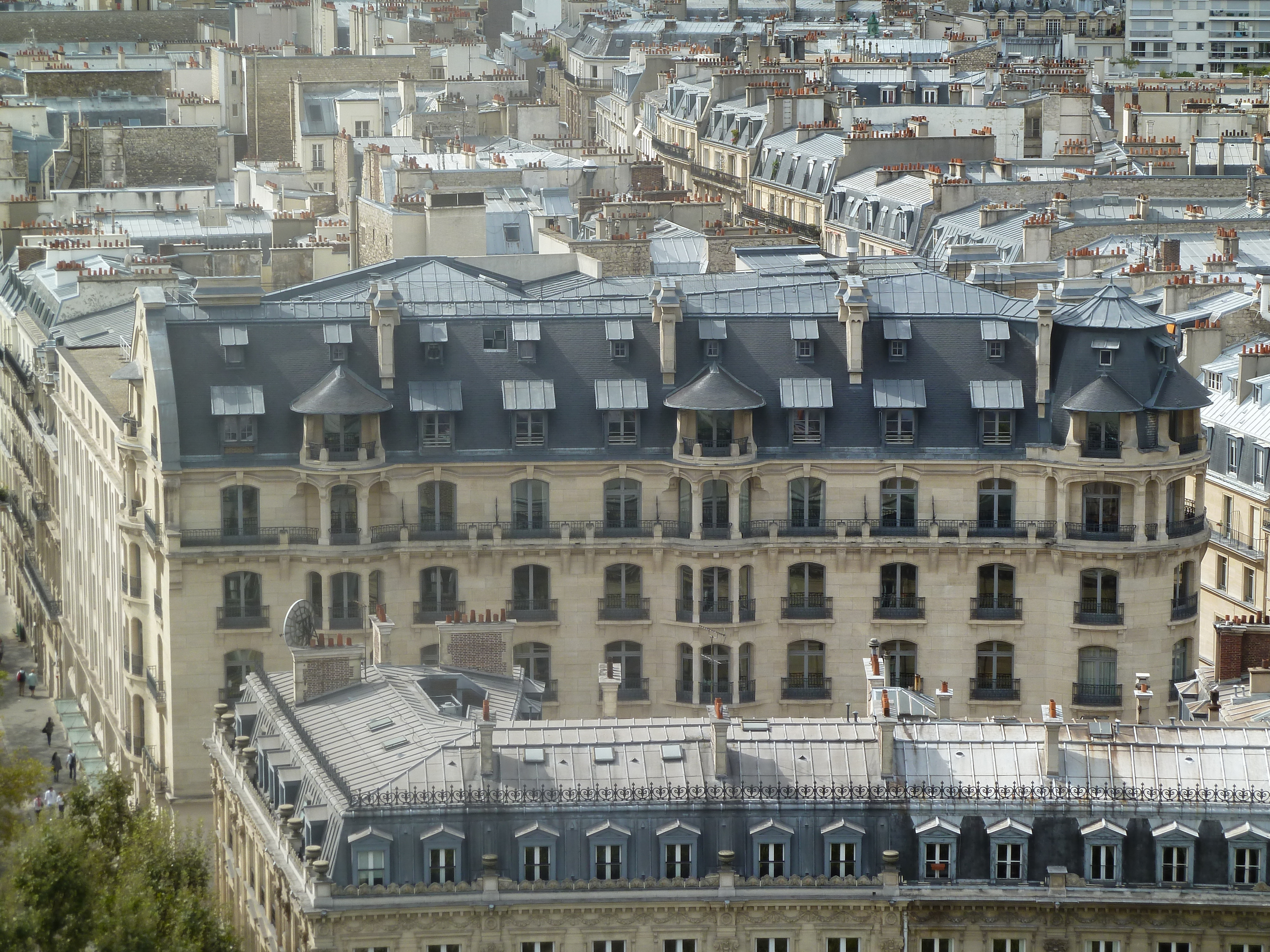
Hotel Mercédès rue de Presbourg à Paris.

## Biographie
Georges Chedanne est élève de Julien Guadet à l'École des Beaux-Arts de Paris. Il prend part au Salon des artistes français dès 1884, remporte le prix de Rome en 1887, une médaille de 3e classe en 1891, une de 2e classe en 1892 et une médaille d'honneur en 1894.
Georges Chedanne séjourne à Rome où il fait des études sur le Panthéon. À la Villa Médicis, il rencontre le peintre Adolphe Déchenaud qui fait son portrait. Ce tableau fut légué au musée des beaux-arts de Rouen par madame Chedanne en 1948. Le même musée possède aussi de lui une grande maquette du Panthéon qui en révèle la structure.
Il est nommé architecte au château de Fontainebleau. Il remporte en 1894 le 3e prix du concours d'architecture de l'Exposition nationale et coloniale de Rouen.
Il retourne ensuite à Paris et gagne le grand prix de l'exposition universelle de 1900. En 1903, il est fait officier de la Légion d'honneur. Bien qu'influencé par l'Art nouveau, son style reste personnel et éclectique. L'une de ses œuvres parmi les plus connues à Paris est l'ancien Élysée Palace Hôtel en haut de l'avenue des Champs-Élysées à Paris, aujourd'hui siège de la banque HSBC.
Sa sépulture se trouve au cimetière monumental de Rouen (carré M2-16).

## Distinctions
- Chevalier de l'ordre de la Couronne d'Italie (1892)[4]
- Officier de la Légion d'honneur (décret du 17 novembre 1903). Il est fait officier par Armand Mollard. Il est nommé chevalier en 1893.

## Quelques œuvres
- Monument aux morts de la guerre de 1870, cimetière monumental de Rouen, 1889, avec le sculpteur Eugène Bénet[5].
- Monument de la défense de Châteaudun de 1870, 1897, promenade du Mail, Châteaudun[6].
- Agrandissement de l'hôpital de Châteaudun (chapelle néo-romane et ailes latérales), v.1900., 3 square de la Madeleine, Châteaudun  Classé MH (1948)[6],[7].
- Hôtel Watel-Dehaynin aux nos 2-6, rue de la Faisanderie, Paris, 16e arrondissement : avec la collaboration des sculpteurs Georges Gardet, François Sicard, Edgar Boutry, Derré, Henri-Édouard Lombard, Raoul Verlet et des peintres Luc-Olivier Merson et Lavallée[8] ; hôtel démoli en 1974[9].
- Immeuble industriel, 1904, 124 rue Réaumur à Paris, la participation de Chedanne à la réalisation de cet immeuble est traditionnelle, mais nullement attestée.
- L'Élysée Palace Hôtel aujourd'hui devenu le siège de la banque HSBC sur les Champs-Élysées à Paris.
- Hôtel Mercédès, siège de Sopra, rue de Presbourg, 16e arrondissement de Paris
- Grand Hôtel Château Perrache, 12 cours de Verdun-Rambaud à Lyon.
- Les Galeries Lafayette, 1908, à Paris.
- Le Riviera Palace, à Beausoleil
- Ambassade de France à Vienne et Bruxelles.
- Un modèle réduit de l'Arc de Triomphe de l'Étoile, vandalisé le 1er décembre 2018.